# Castro do Monte Padrão

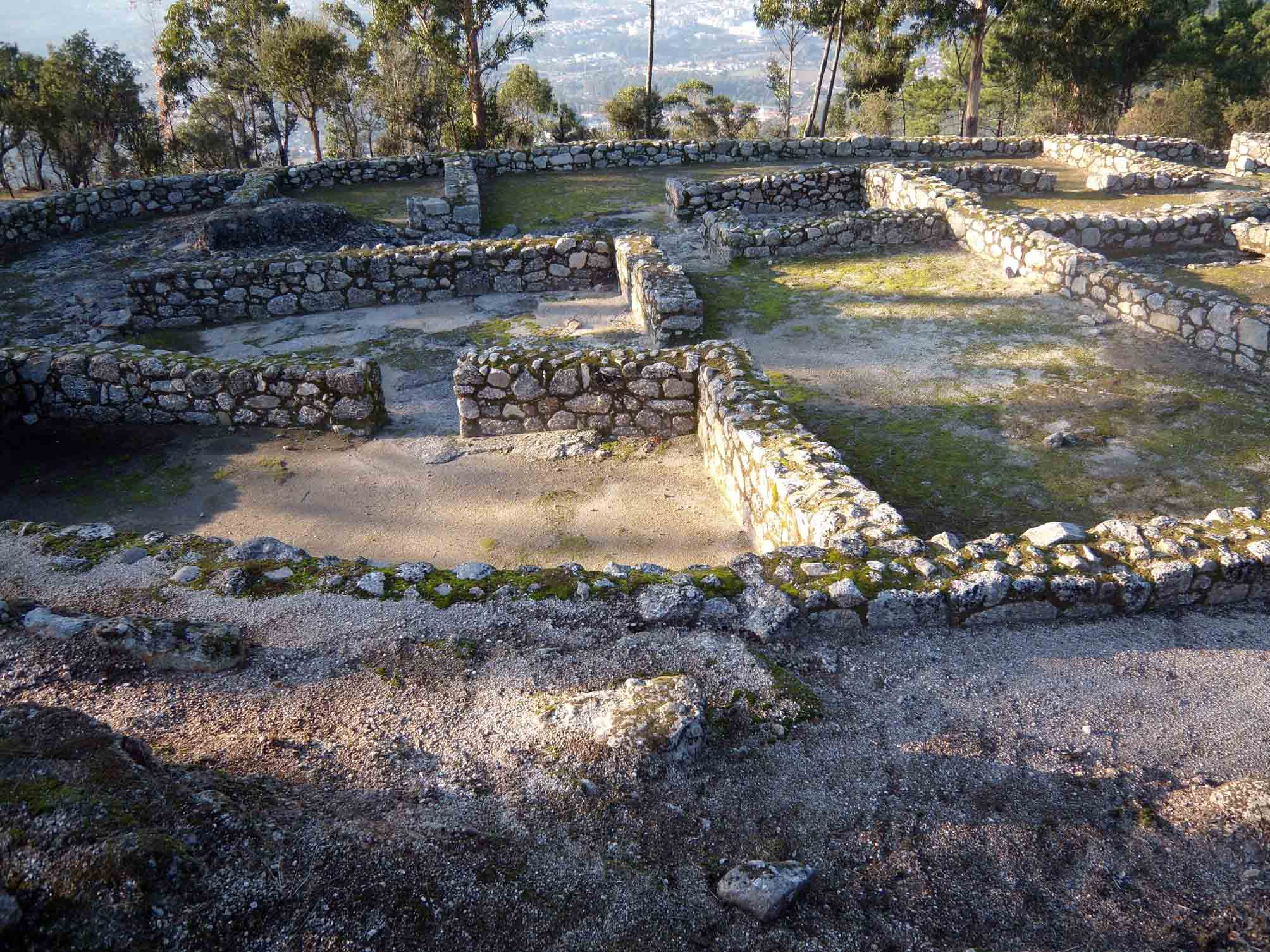
Castro do Monte Padrão, habitações do período romano

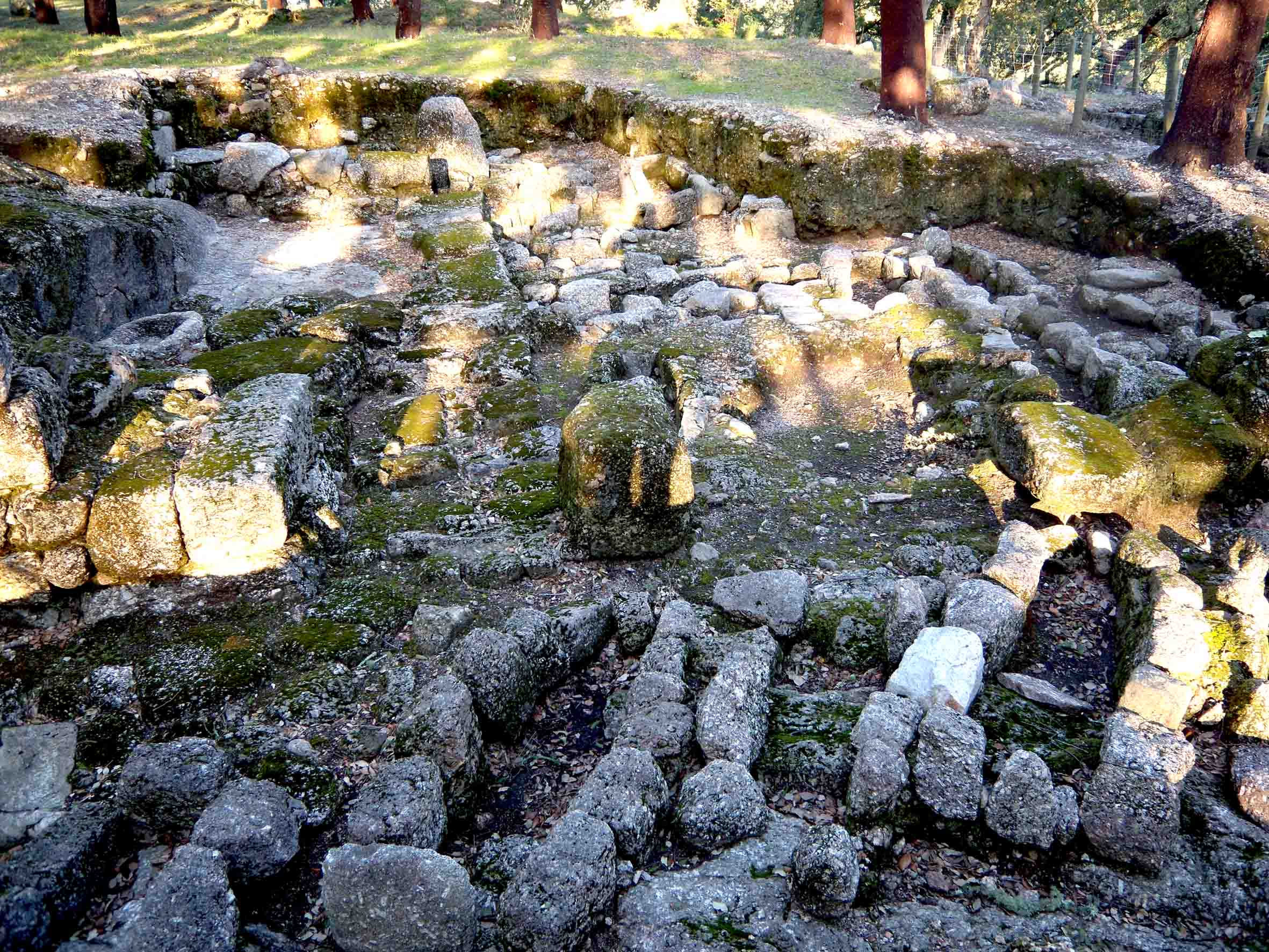
Castro do Monte Padrão, cemitério medieval

O Castro do Monte Padrão ou antigo Castro do Monte Córdova (ou apenas Castro do Padrão) é constituído por vestígios de um povoado fortificado que se situa num dos pontos mais elevados do Monte Padrão, a cerca de 7 km a sudeste de Santo Tirso, na freguesia de Monte Córdova. Está implantado num remate em esporão sobre o rio Leça. Terá sido fundado no século IX a.C. e ter-se-á mantido povoado até à Baixa Idade Média.
Está classificado como Monumento nacional pelo Decreto de 16 de Junho de 1910 e a ZEP pela Portaria n.º 372/2011 de 18 de fevereiro de 2011.

## Património
Das três linhas de muralhas originais, de que temos conhecimento apenas por indícios, resta apenas um troço da primeira cerca. As fortificações eram construídas com silhares assentes em seco, em aparelho poligonal, com dois paramentos preenchidos com pedra miúda.

Na plataforma central do povoado podemos encontrar vestígios sobrepostos, devido aos sucessivos períodos de ocupação, de várias casas de planta predominantemente circular. A romanização deste espaço parece ser comprovado pela existência de duas habitações de grandes dimensões, de planta rectangular e quadrangular. Esta última, designada como "Domus" marca o centro de um pátio lajeado, com um pórtico a envolver três dos seus alçados, e à volta do qual se desenvolveram diversos compartimentos de planta irregular que provavelmente correspondem a uma área de serviços.

Na plataforma a sul do "complexo romano", na área mais elevada do castro, ergue-se uma capela que teria sido fundada na Alta Idade Média em honra de São Rosendo, sobre a qual se construiu o templo datado da Baixa Idade Média, eventualmente contemporâneo de uma necrópole de inumação composta por sepulcros sub-rectangulares de caixa formada por lajes graníticas. A importância simbólica deste castro para o povo de Santo Tirso liga-se, de facto, em grande parte à memória de São Rosendo.

O castro foi escavado pela primeira vez na década de 1950 por Carlos Faya Santarém. Em 1986 a Câmara Municipal deu início a um conjunto de acções com o propósito de promover a protecção, estudo e valorização da estação arqueológica.

Durante as escavações arqueológicas encontraram-se diversos objectos dos vários períodos de ocupação e que se encontram actualmente expostos no Museu Abade de Pedrosa, em Santo Tirso. Da Idade do Bronze final constam machados polidos, facas de sílex, raspadores em quartzito, taças carenadas ao tipo de Alpiarça, vasos tronco-cónicos, etc. Da Idade do Ferro e período romano, constam vários exemplares de cerâmica autóctone ou importada da península itálica, ânforas, vidros, tégulae, ímbrices, contas de colar feitas de pasta vítrea, lucernas, fíbulas, objectos de adorno de bronze, artefactos de ferro, cossoiros, mós manuais, moedas e escórias de provável origem metalúrgica. Da época medieval encontraram-se várias peças metálicas, de que se destaca uma placa esmaltada, moedas e fragmentos cerâmicos (alguns dos quais decorados com motivos figurativos e fitomórficos, ou seja, com a forma de plantas).